# Nothing but Thieves
Nothing But Thieves (англ. Крадії, і більш ніхто) — британський альтернативний рок-гурт із Саутенд-он-Сі. Заснований в 2012 році. У 2014 році група підписала контракт з американським лейблом звукозапису RCA Records.

## Виступи в Україні
Гурт грав в Україні на фестивалях U-Park 2016  та Atlas Weekend 2017 та Atlas Weekend 2018. Під час виступу на Atlas Weekend, Конор виконав пісню «Trip Switch» разом із Юлією Саніною з українського гурту The Hardkiss.
У 2019 Nothing but thieves виступили на фестивалі UPark Festival.

## Склад
- Конор Мейсон (англ. Conor Mason) — вокал
- Джо Ленгрідж-Браун (англ. Joe Langridge-Brown) — гітара
- Дом Крейк (англ. Dom Craik) — гітара і клавішні
- Філіп Блейк (англ. Philip Blake) — бас-гітара
- Джеймс Прайс (англ. James Price) — ударні

## Дискографія

### Альбоми
- Nothing But Thieves (2015)
- Broken Machine (2017)
- Moral Panic (2020)
- Moral Panic II EP (2021)
- Death Club City (2023)

### Сингли
- «Wake Up Call» (18 вересня 2014)
- «Tempt You (Evocatio)» (15 жовтня 2014)
- «Ban All the Music» (14 січня 2015)
- «Itch» (18 березня 2015)
- «Hanging» (11 травня 2015)
- «Trip Switch» (18 червня 2015)
- «Honey Whiskey» (17 липня 2015)
- «If I Get High» (12 лютого 2016)
- «Excuse Me» (2016)
- «Amsterdam» (2017)
- «Sorry» (2017)
- «Broken Machine» (2017)
- «I'm Not Made by Design» (2017)

Відеокліпи "Amsterdam" та "Sorry" були зняті в Києві.

### Саундтреки
- «Holding Out For A Hero» — в трейлері для 2 серії серіалу «Вікінги»
- «Ban All the Music» — в саундтреку до гри «Madden 16»
- «Trip Switch» — в саундтреку до гри «FIFA 16»